# Elezioni parlamentari in Grecia del 2004
Le elezioni parlamentari in Grecia del 2004 si tennero il 7 marzo per il rinnovo del Parlamento ellenico. Esse videro la vittoria di Nuova Democrazia di Kōstas Karamanlīs, che divenne Primo ministro.

## Risultati
| Liste                                                               | Voti      | %     | Seggi |
| ------------------------------------------------------------------- | --------- | ----- | ----- |
| Nuova Democrazia                                                    | 3 359 682 | 45,36 | 165   |
| Movimento Socialista Panellenico                                    | 3 003 275 | 40,55 | 117   |
| Partito Comunista di Grecia                                         | 436 706   | 5,90  | 12    |
| Coalizione della Sinistra, dei Movimenti e dell'Ecologia            | 241 637   | 3,26  | 6     |
| Raggruppamento Popolare Ortodosso                                   | 162 151   | 2,19  | –     |
| Movimento Sociale Democratico                                       | 132 782   | 1,79  | –     |
| Unione dei Centristi                                                | 19 531    | 0,26  | –     |
| Fronte della Sinistra Radicale                                      | 11 264    | 0,15  | –     |
| Partito Comunista di Grecia (marxista-leninista)                    | 10 753    | 0,15  | –     |
| Alleanza Anticapitalista                                            | 8 315     | 0,11  | –     |
| Fronte Ellenico                                                     | 6 751     | 0,09  | –     |
| Partito Comunista Marxista-Leninista di Grecia                      | 4 848     | 0,07  | –     |
| Partito Socialista Militante di Grecia                              | 3 180     | 0,04  | –     |
| Partito dei Liberali                                                | 2 658     | 0,04  | –     |
| Organizzazione per la Ricostruzione del Partito Comunista di Grecia | 2 099     | 0,03  | –     |
| Fede Cristiana                                                      | 95        | 0,00  | –     |
| Indipendenti                                                        | 892       | 0,01  | –     |
| Totale                                                              | 7 406 619 | 100   | 300   |

| Riepilogo dei voti (+/- elezioni 2000)  | Riepilogo dei voti (+/- elezioni 2000) | Riepilogo dei voti (+/- elezioni 2000) | Riepilogo dei voti (+/- elezioni 2000) | Riepilogo dei voti (+/- elezioni 2000) | Riepilogo dei voti (+/- elezioni 2000) | Riepilogo dei voti (+/- elezioni 2000) |
| --------------------------------------- | -------------------------------------- | -------------------------------------- | -------------------------------------- | -------------------------------------- | -------------------------------------- | -------------------------------------- |
| Nuova Democrazia                        | Nuova Democrazia                       | Nuova Democrazia                       |                                        |                                        | 45,36%                                 | ▲ 2,62                                 |
| Movimento Socialista Panellenico        | Movimento Socialista Panellenico       | Movimento Socialista Panellenico       |                                        |                                        | 40,55%                                 | ▼ 3,24                                 |
| Partito Comunista di Grecia             | Partito Comunista di Grecia            | Partito Comunista di Grecia            |                                        |                                        | 5,90%                                  | ▲ 0,38                                 |
| Coalizione della Sinistra Radicale      | Coalizione della Sinistra Radicale     | Coalizione della Sinistra Radicale     |                                        |                                        | 3,26%                                  | ▲ 0,06                                 |
| Raggruppamento Popolare Ortodosso       | Raggruppamento Popolare Ortodosso      | Raggruppamento Popolare Ortodosso      |                                        |                                        | 2,19%                                  | ▲ 2,19                                 |
| Movimento Sociale Democratico           | Movimento Sociale Democratico          | Movimento Sociale Democratico          |                                        |                                        | 1,79%                                  | ▼ 0,90                                 |
| Altri <1,00%                            | Altri <1,00%                           | Altri <1,00%                           |                                        |                                        | 0,95%                                  | ▼ 1,11                                 |
| Riepilogo dei seggi (+/- elezioni 2000) |                                        |                                        |                                        |                                        |                                        |                                        |
|                                         |                                        |                                        |                                        |                                        |                                        |                                        |
| KKE                                     | 12                                     | ▲ 1                                    |                                        | Syriza                                 | 6                                      | ━                                      |
| PASOK                                   | 117                                    | ▼ 41                                   |                                        | ND                                     | 165                                    | ▲ 40                                   |